# كسوف الشمس 4 ديسمبر 2002
حدث كسوف الشمس في 4 ديسمبر 2002 بحجم 1.0244. فهو يحدث عندما يمر القمر بين الشمس والأرض، وبالتالي يحجب صورة الشمس كليًا أو جزئيًا لمشاهد على الأرض. يحدث الكسوف الكلي للشمس عندما يكون قطر زاو القمر أكبر من الشمس، مما يحجب كل ضوء الشمس المباشر، ويحول النهار إلى ظلام. تحدث الكلية في مسار ضيق عبر سطح الأرض، مع كسوف جزئي للشمس مرئي فوق المنطقة المحيطة بعرض آلاف الكيلومترات. كان يمكن رؤيته من ممر ضيق في جنوب أفريقيا والمحيط الهندي وجنوب فيكتوريا. شوهد كسوف الشمس من مسار أوسع بكثير لشبه ظل القمر، بما في ذلك معظم إفريقيا وأستراليا. خلال غروب الشمس بعد الكسوف، رأى العديد من المراقبين في أستراليا أشكالًا عديدة وغير عادية من أشعة خضراء.
في بعض أجزاء أنغولا، كان هذا هو ثاني كسوف كلي للشمس خلال 18 شهرًا، بعد كسوف الشمس في 21 يونيو 2001.

## خسوفات ذات الصلة

### كسوف 2002
- خسوف القمر يونيو 2002.
- خسوف القمر نوفمبر 2002.

### تسولكين
- كسوف الشمس 15 يناير 2010

### نصف ساروس
- خسوف القمر ديسمبر 2011

### تريتوس
- كسوف الشمس 3 نوفمبر 2013

| السلسلة بين عامي 1901 و 2100               | السلسلة بين عامي 1901 و 2100              | السلسلة بين عامي 1901 و 2100             | السلسلة بين عامي 1901 و 2100 |
| ------------------------------------------ | ----------------------------------------- | ---------------------------------------- | ---------------------------- |
| September 9, 1904 [الإنجليزية] (Saros 133) | August 10, 1915 [الإنجليزية] (Saros 134)  | كسوف الشمس في 9 يوليو 1926 (Saros 135)   |                              |
| June 8, 1937 [الإنجليزية] (Saros 136)      | May 9, 1948 [الإنجليزية] (Saros 137)      | April 8, 1959 [الإنجليزية] (Saros 138)   |                              |
| March 7, 1970 [الإنجليزية] (Saros 139)     | February 4, 1981 [الإنجليزية] (Saros 140) | January 4, 1992 [الإنجليزية] (Saros 141) |                              |
| December 4, 2002 (Saros 142)               | كسوف الشمس 3 نوفمبر 2013 (Saros 143)      | October 2, 2024 (Saros 144)              |                              |
| September 2, 2035 (Saros 145)              | August 2, 2046 (Saros 146)                | July 1, 2057 (Saros 147)                 |                              |
| May 31, 2068 (Saros 148)                   | May 1, 2079 (Saros 149)                   | March 31, 2090 (Saros 150)               |                              |

## روابط خارجية
- كسوف الشمس الكلي لعام 2002 4 ديسمبر، ناسا.
- خرائط جوجل